# نصف سنت (عملة الولايات المتحدة)
النصف سنت هو أصغر فئة من العملات المعدنية الأمريكية التي سكت على الإطلاق. سكت لأول مرة في عام 1793 وآخر مرة في عام 1857، بخمسة تصميمات مختلفة.

## تاريخ
رخضت العملة لأول مرة بموجب قانون العملات لعام 1792 في 2 أبريل 1792، وانتجت العملة في الولايات المتحدة من عام 1793 إلى عام 1857. كانت القطعة نصف سنت مصنوعة من النحاس بنسبة 100٪، وقيمتها 1200 دولار، وكانت أصغر قليلاً من الربع الأمريكي الحديث بقطر 22 ملم (1793)، 23.5 ملم (1794–1836)، و23 ملم (1840-1857). سكت جميعها في فيلادلفيا منت، أوقف قانون سك العملة الصادر في 21 فبراير 1857 العمل بالنصف سنت والسنت الكبير المماثل، وأجاز السنت الصغير (سنت العقاب الطائر).